# Ahrenkiel Steamship
Ahrenkiel Steamship entstand 2014 durch den Zusammenschluss der Ahrenkiel-Gruppe mit den Reedereien Thien & Heyenga sowie MPC Steamship. Ahrenkiel Steamship ist ein Unternehmen der MPC Capital.

## Geschichte

### Reederei Ahrenkiel
Der Vorgänger der Reederei Ahrenkiel wurde 1813 im damaligen deutschen Apenrade von Christian Ahrenkiels Urgroßvater gegründet. 1950 gründete Christian Ahrenkiel in Hamburg die gleichnamige Reederei „Christian F. Ahrenkiel“ und entwickelte daraus eine Firmengruppe, die anfangs Containerschiffe und Bulker, Tanker sowie Kühlschiffe betreibt und außerdem im Schiffsmanagement aktiv war. 2001 kam der Geschäftsbereich der Schiffsfinanzierung und die Emission von Schiffsbeteiligungen dazu.

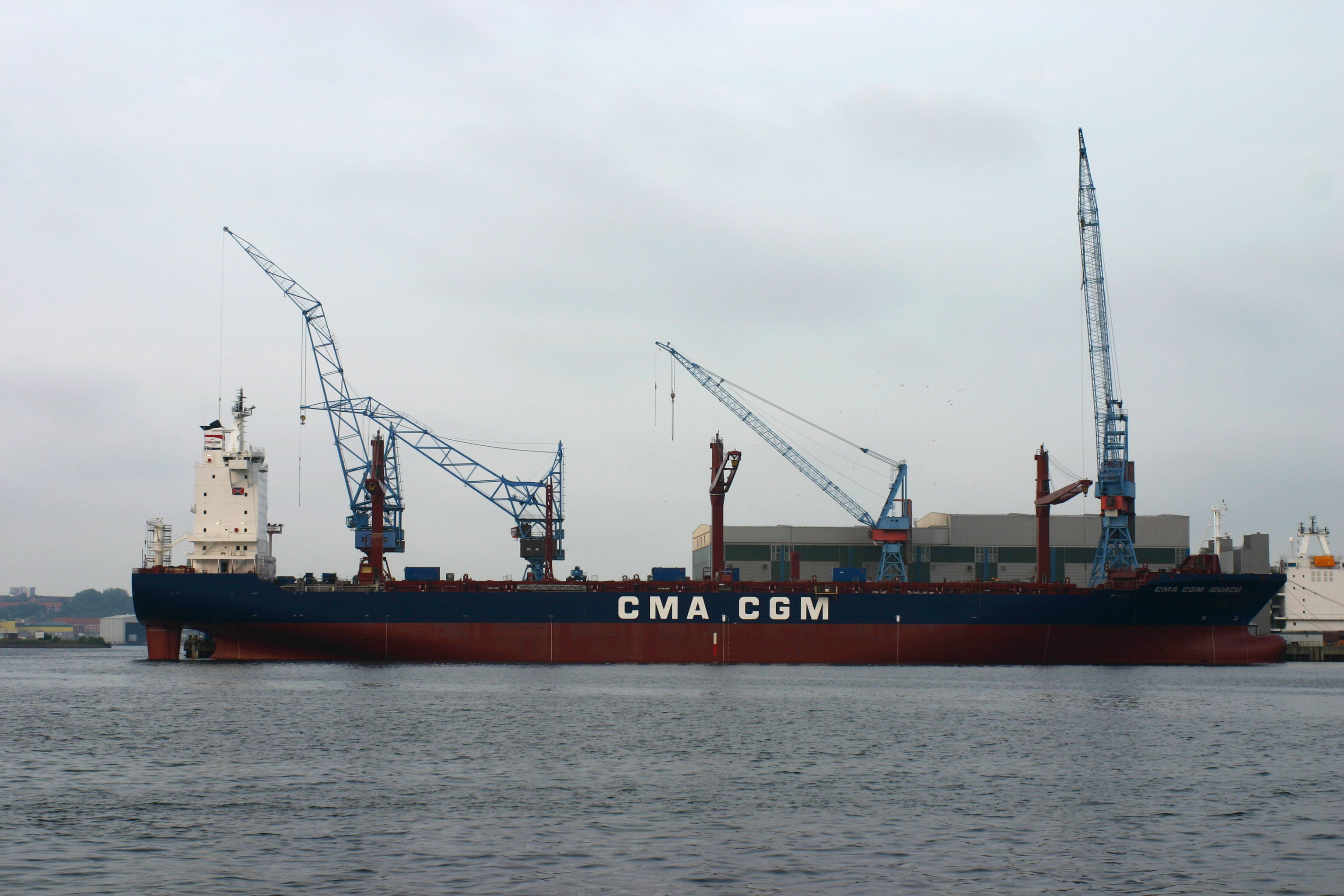
CMA CGM Iguacu auf der Werft in Kiel, Auftraggeber MPC Steamship

### Münchmeyer Petersen Steamship
1846 wurde das Handelshaus Münchmeyer, Reimers & Nölting gegründet und 1972 entstand durch die Fusion mit der R. Petersen & Co. die Nachfolgegesellschaft MPC Münchmeyer Petersen & Co. 1999 wurde die MPC Münchmeyer Petersen Steamship gegründet, um die Reedereiaktivitäten der MPC-Gruppe wahrzunehmen. Sie betätigt sich im Schiffsmanagement für Containerschiffe, Bulker, Tanker und Kühlschiffe. Außerdem gehörte auch das Chartering und der Schiffs An- und Verkauf zum Geschäft von MPC Steamship.

### Thien & Heyenga (T&H)

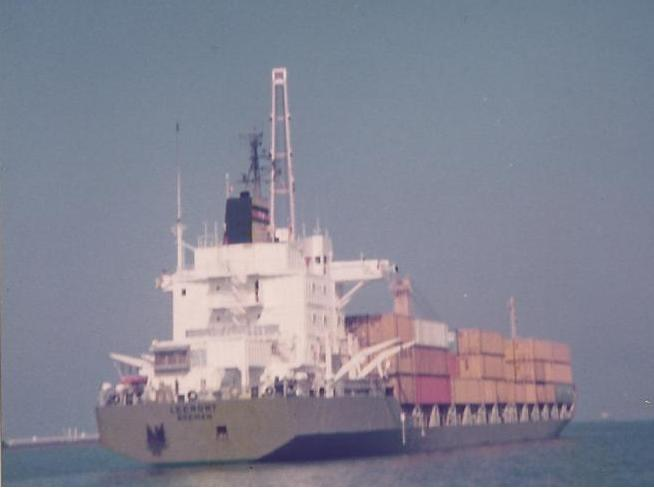
Das T&H-Schiff Leerort

Die Reederei Thien & Heyenga wurde 1977 von Claus Thien und Udo Heyenga als Schiffsmanager für Container- und Kühlschiffe in Bremen und wenig später eine Zweigniederlassung in Leer gegründet. Anfangs wurden Schiffe der 1977 in Konkurs gegangenen Reederei Schulte & Bruns AG in Bremen übernommen. und hat sich besonders in der Kühlschifffahrt engagiert.

### Ahrenkiel Steamship
2014 übernahm MPC mit Thien & Heyenga die sich in starken finanzielle Schwierigkeiten befindliche Hamburger Reederei Ahrenkiel. Der Betrieb der drei Unternehmen wurde gemeinsam unter dem neuen Namen Ahrenkiel Steamship zusammengeführt.

### Wilhelmsen Ship Management
Wilhelmsen Ship Management und MPC Capital AG haben 2020 ihre Aktivitäten im technischen Management von Containerschiffen zusammengelegt. Wilhelmsen Ship Management hat dazu eine 50% Beteiligung an der Ahrenkiel Steamship übernommen und wird zukünftig als Joint Venture unter dem Namen Wilhelmsen Ahrenkiel Ship Management geführt. Das neue Unternehmen wird eine Flotte von rund 70 Containerschiffen verwalten.

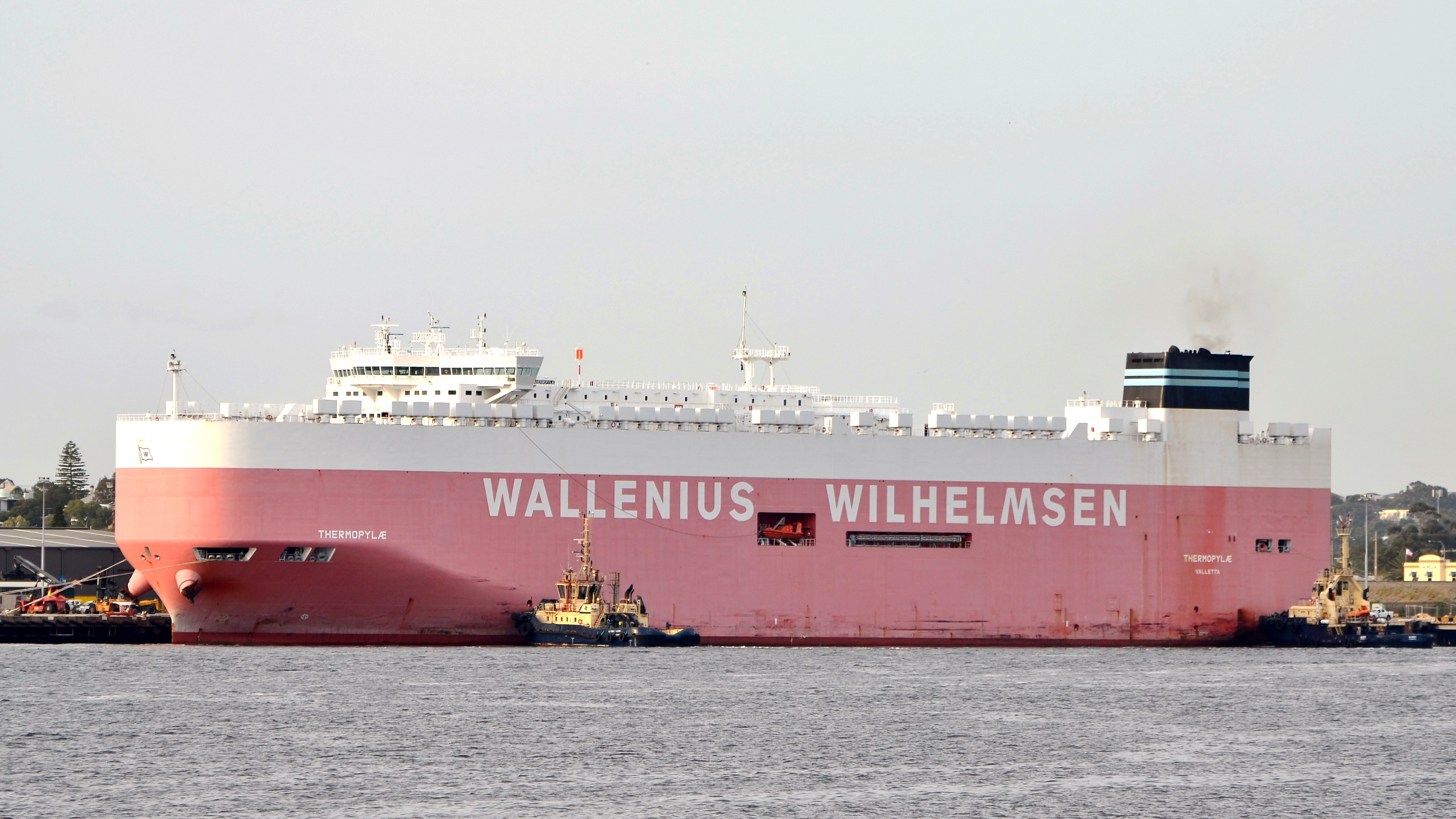
Autotransporter Thermopylae von Wilhelmsen Ship Management